# Циркуляр по управлению Петербургским учебным округом
«Циркуля́р по управле́нию Петербу́ргским уче́бным о́кругом» — официальное издание Санкт-Петербургского учебного округа, выходившее в Санкт-Петербурге с 1862 по 1916 год.

## История
«Циркуляр по управлению Петербургским учебным округом» выходил в Санкт-Петербурге с 1862 по 1876 год нерегулярно, но не менее 12 раз в год. С 1877 года по 1916 год выпускался ежемесячно.
В 1876 году переименован в «Циркуляр по Петербургскому учебному округу».
В журнале помещались официальные распоряжения по Санкт-Петербургскому учебному округу, рекомендательные списки педагогической и детской литературы, иногда программы преподавания отдельных предметов.